# Southport (Karolina Północna)
Southport – miasto w Stanach Zjednoczonych, w stanie Karolina Północna, w hrabstwie Brunswick, położone nad estuarium rzeki Cape Fear, u jej ujścia do Oceanu Atlantyckiego.